# Dumes
Dumes – miejscowość i gmina we Francji, w regionie Nowa Akwitania, w departamencie Landy.
Według danych na rok 1990 gminę zamieszkiwało 113 osób, a gęstość zaludnienia wynosiła 46 osób/km² (wśród 2290 gmin Akwitanii Dumes plasuje się na 1063. miejscu pod względem liczby ludności, natomiast pod względem powierzchni na miejscu 1554.).